# Cock Magic
Cock Magic est le huitième épisode de la dix-huitième saison de la série télévisée d'animation américaine South Park et le 255e épisode de la série globale. Il est diffusé pour la première fois sur Comedy Central aux États-Unis le 19 novembre 2014. L'épisode traite du jeu de cartes Magic : L'Assemblée et de combats de coqs, amenant de nombreux double sens, ainsi que de sport féminin et de droits des animaux.

## Résumé
Le membres de l'équipe de volley féminine de l'école de South Park en ont marre que les garçons ne viennent jamais voir leurs matchs, ayant toujours autre chose à faire ou n'ayant aucune envie de voir des filles faire du sport. En ce moment, Cartman, Kyle et Stan sont passionnés par les parties de jeu de cartes Magic : L'Assemblée auxquelles leur ami Kenny participe. Le garçon en anorak orange a d'ailleurs un très bon niveau.
Un jour, alors que les garçons racontent à leurs camarades le dernier combat de Kenny, qu'ils qualifient de spectaculaire, le concierge de l'école les entend et leur propose d'aller voir quelque chose d'encore plus violent en rapport avec de la "Magic". Intrigués, ils se rendent le soir au restaurant chinois City Wok, qui organise dans son sous-sol des combats clandestins de coqs jouant à Magic, appelés "Coq Magic" ("Cock Magic" en VO). Impressionnés, les garçons décident d'aller dans une ferme d'élevage en batterie pour se trouver un coq, malgré les réticences de Kenny qui regrette que ses amis ne veulent plus le voir jouer et qui n'aime pas les conditions d'élevage de ces coqs joueurs, ni les compétitions auxquelles ils sont forcés de participer. Le choix des garçons se porte sur un jeune coq qui n'a pas encore de deck défini, et qu'ils nomment McNuggets.
L'inspecteur Yates et la police du comté de Park sont déterminés à trouver où sont organisés les matchs illégaux de Coq Magic. Ils interrogent Stuart McCormick, qui fréquente ces évènements mais ne laisse rien paraître. 
De son côté, Randy apprend que les garçons se passionnent pour le Coq Magic, et les averti du danger que cela représente, car il en était un spécialiste dans sa jeunesse, et cela lui avait causé des problèmes. Il parle en réalité de "Cock Magic" (idem en VO, "cock" voulant dire "bite"), qu'il appelle aussi "prestigibitation", et qui consiste à faire des tours de magie avec son pénis. Il leur fait une démonstration, qui n'intéresse nullement les garçons. Randy pense cependant que les mentalités ont changé et décide de se remettre sérieusement à la "Cock Magic". Il fait notamment un spectacle lors d'un anniversaire de très jeunes enfants, qui en ressortent traumatisés. Après le départ de Randy, les parents appellent la police, qui croyait en apprendre plus sur les matchs de Coq Magic. En arrivant sur les lieux, ils arrêtent la mère qui a organisé la fête, l'accusant d'essayer de les écarter de leur enquête principale. 
McNuggets se montre très doué avec les cartes Magic, à un tel point qu'il accède à un nouveau stade de la compétition, qui se déroule dans le sous-sol d'un restaurant chinois Panda Express. Stan ne peut pas venir car il apprend que sa petite amie Wendy Testaburger est capitaine de l'équipe de volley féminine de l'école, et ne souhaite pas la vexer davantage en ratant un autre match. Il s'arrange cependant avec Cartman pour qu'il lui raconte tout ce qui se passe par téléphone, auquel il reste scotché pendant tout le match de volley. 
Le premier adversaire de McNuggets sera Gadnuk le Destructeur de Mondes, un coq qui n'a jamais perdu un seul combat ni un seul point de vie. Après avoir assisté à un match, les garçons veulent déclarer forfait, mais la foule s'y oppose. Kenny décide de prendre la place de McNuggets, devenant le premier humain à participer à un match de Coq Magic. Après un duel captivant, Kenny est aux portes de la victoire, mais c'est alors que la police débarque dans le sous-sol. Ils ont découvert l'endroit grâce à un prospectus, que personne n'a pourtant distribué. C'est en fait l'œuvre de Randy, qui a fait la promotion d'un spectacle surprise de Cock Magic pendant cette soirée Coq Magic. Le père de Stan apparait, et tout le monde est captivé par le spectacle, en particulier les agents de police et l'inspecteur Yates, invité à participer au dernier numéro. Toutes les personnes venues pour le Coq Magic profitent de ce que les représentants de la loi sont distraits pour partir discrètement.
Les garçons se demandent ce que va devenir McNuggets, maintenant que sa carrière de combattant clandestin est terminée. Stan a alors l'idée de faire jouer l'équipe de volley féminine contre le coq et son deck de cartes Magic, un match des plus étranges qui attire cependant le public que les joueuses désirait tant, composé d'élèves, de parents et d'amateurs de Coq Magic.